# Town osztály (1936)
A Town osztály egy 10 könnyűcirkálóból álló hajóosztálya volt a Brit Királyi Haditengerészetnek a második világháború alatt. Az osztály hajóit az 1930-as Londoni Tengerészeti Szerződés által meghatározott kritériumoknak megfelelően tervezték meg. A 10 hajót három alosztályba, a Southampton, a Gloucester és az Edinburgh alosztályokba lehet besorolni. Az osztály onnan kapta a nevét, hogy a hajókat az Egyesült Királyság városairól nevezték el.

## Fegyverzet

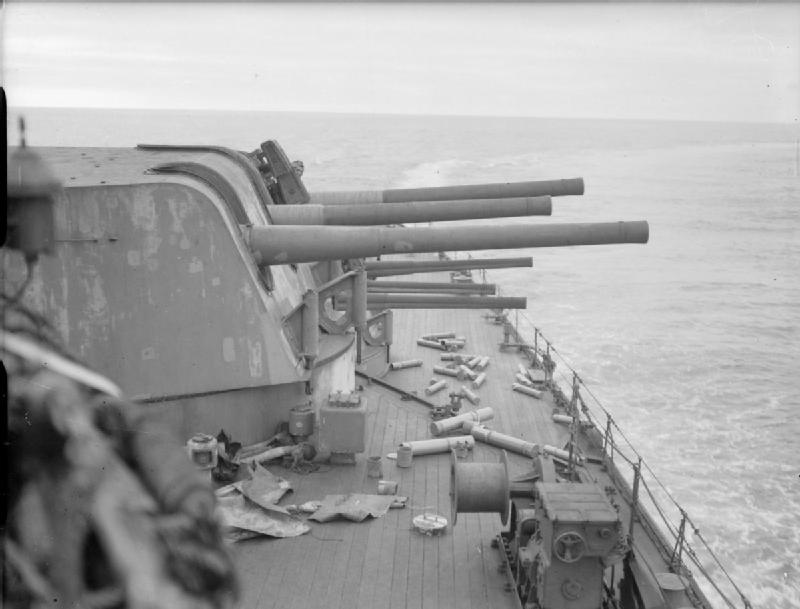
Mk XXII löveg, lekerekített véggel; ezt a típust a Southampton és Gloucester alosztályoknál használták

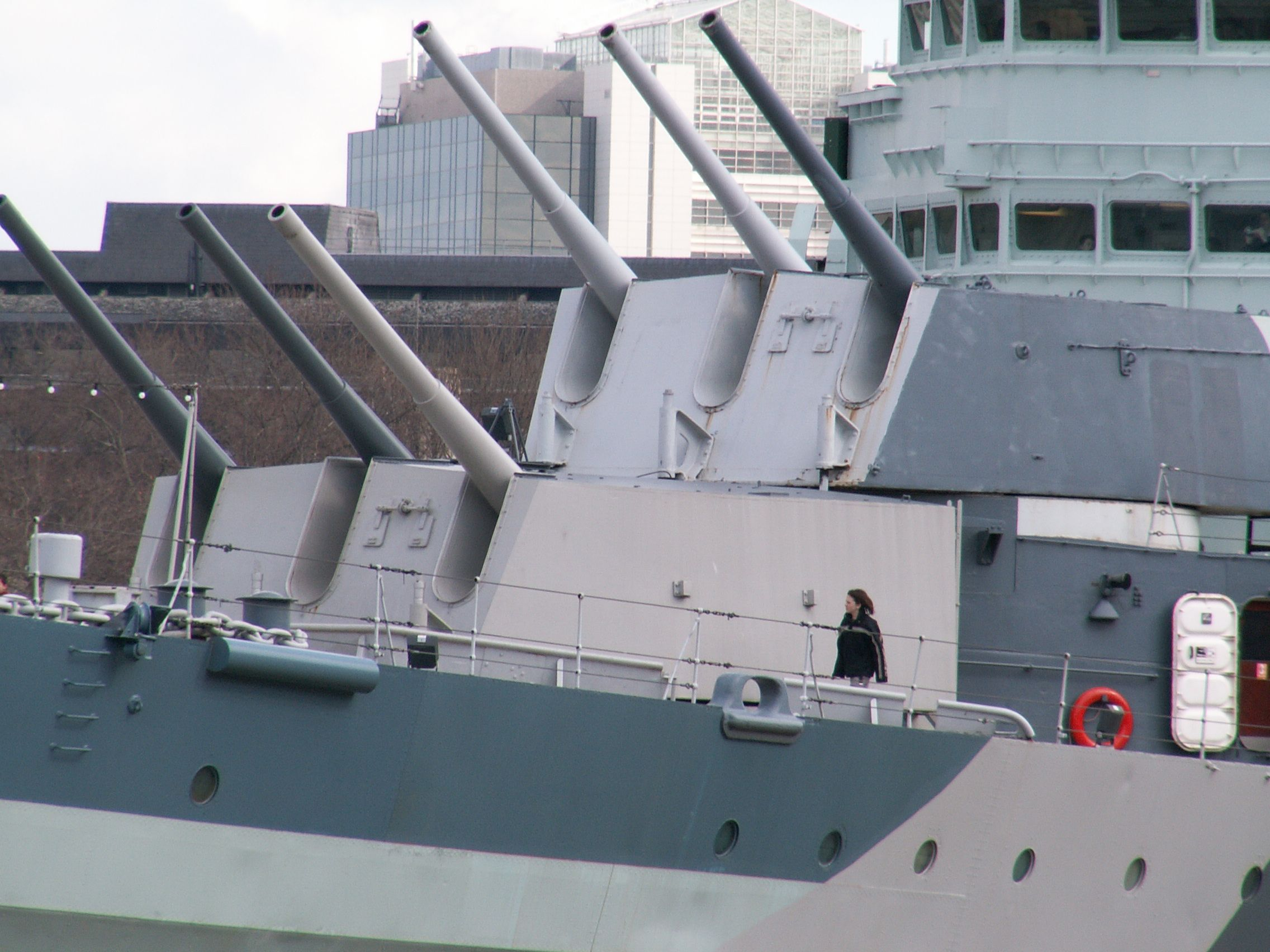
Mk XXIII löveg, szögletes véggel, ahogy az a HMS Belfaston máig látható

Mint a japán és Egyesült államokbeli társaik, a Town osztály hajói is csak a szerződés szerint voltak "könnyűcirkálók": a Londoni Tengerészeti Szerződés szerint az a hajó könnyűcirkáló, mely elsődleges fegyvereinek kalibere nem nagyobb, mint 6,1" (155 mm); mindhárom tengeri nagyhatalom azzal próbálta kijátszani a nehézcirkálók építésének korlátozását, hogy ilyen "könnyűcirkálókat" építettek, melyek sem méretben, sem effektív tűzerőben nem voltak rosszabbak a nehézcirkálóknál. A kisebb kaliberű fegyverek okozta hátrányt azzal egyenlítették ki, hogy több fegyverük volt.
Az összes hajó Mark XXII vagy XXIII típusú lövegekkel volt felszerelve; a kettő között az apró külső eltérések mellett inkább a belsők voltak a lényegesek: a XXIII kevesebb személyzetet igényelt, viszont gyorsabban után lehetett tölteni, illetve az ágyúkat magasabb szögben lehetett használni. Mindkét lövegtípusba három Mark XXIII ágyút szereltek; ezek közül a középsőt 30" (76 cm)-csel hátrább szerelték, hogy elkerüljék a lövedékek röptükben való találkozását, illetve hogy a személyzetnek több helye legyen a munkára. A lövegek tetején kivágások voltak találhatóak, hogy extrém magas szögben is lehessen őket használni, ugyanis eredetileg légvédelmi szerepet is szántak a hajóknak. Viszont az ágyúcsöveket manuálisan nem lehetett elég gyorsan sem felemelni a kívánt szögbe, sem pedig megtölteni őket; a Haditengerészet ezért kifejlesztette az ABU-t, ami lehetővé tette, hogy az ágyúkat előtöltsék időzített lövedékekkel, és tüzeljenek mikor a repülő elérte a beállított távolságot. A hajókat HACS légvédelmi irányítórendszerrel és AFCT-vel (Admiralty Fire Control Table; egy elektromechanikus analóg számítógép, amivel az elsődleges fegyverzetet irányították) szerelték fel.

## Southamptonalosztály
Az alosztály első hajóját, a HMS Newcastle-t 1936. január 23-án bocsátották vízre, és 1937. március 5-én állt szolgálatba, egy nappal az alosztály névadóját, a HMS Southamptont megelőzve. Ezek a hajók direkt válaszként épültek a japán Mogami-, illetve az amerikai Brooklyn-osztályra. Ebbe az alosztályba tartozott a legtöbb, szám szerint öt hajó.

## Gloucesteralosztály
Alig különböztek a Southampton alosztály hajóitól. Annyira nem, hogy építés közben változtattak meg apróbb dolgokat, például nagyobb teljesítményű hajtóműveket kaptak, a kicsit vastagabb lett a páncélzat, illetve az áttervezték a fedélzetet. Három épült belőlük.

## Edinburghalosztály
Az alosztály két hajóból állt, a valóságban önálló osztályt alkottak, mert jóval nagyobbak voltak elődeiknél, külső megjelenésük is jelentősen eltért. Ezeket a két másik alosztállyal szerzett tapasztalatok alapján módosították: hosszabbak lettek 7 méterrel (ennek az eredeti célja az volt, hogy négy tripla ágyús löveg helyett négy darab négy ágyús lövegeket használjanak; a kevés rendelkezésre álló idő és a fellépő nehézségek miatt végül visszatértek a másik két alosztályhoz hasonló elrendezésre, viszont fejlesztettek a lövegeken). Ezen felül négy darab 4"-es (100 mm) ágyúval, illetve nyolc darab QF 40 mm-es "Pom-pom" ágyúval több fegyverzetet kaptak. A megnövekedett hossz miatt az elülső kémény is hátrább kerülhetett, illetve a hajók belsejét is átdolgozták.

## Módosítások
A hajókat a világháború, és később a Koreai háború során többször módosították. A Glasgow, a Newcastle, a Birmingham és a Sheffield "X" lövegét (a hátsó kettő közül a feljebb lévő) eltávolították, hogy légvédelmi célból 2 darab 4x40 mm-es Bofors gépágyúcsoportot telepíthessenek rájuk. Ez nem volt gond az Edinburgh alosztály esetén, mert ők hosszabbak voltak, és volt hely ugyanezen fegyverek felszereléséhez és a löveg megtartásához is. A fegyverek mellett a fő változást a radarok jelentették, melyekből folyamatosan szerelték fel az újabb változatokat.

## Szolgálatban
Elsőként a Newcastle állt szolgálatba 1937-ben, míg utoljára a Belfast, 1939 augusztusában. Az osztály összes hajója tevékenyen kivette a részét a tengeri háborúból, egészen a Jeges-tengertől a Földközi-tengeren át akár Ausztráliáig. Főleg járőr, illetve konvojkíséreti feladatokat láttak el, de segédkeztek a D-napon a parton lévő ellenséges állások bombázásában és a Scharnhorst elsüllyesztésében is. Négy hajó süllyedt el a tízből, nevezetesen az Edinburgh, a Manchester, a Gloucester és a Southampton. A világháborút túlélt hajók közül sok sikeresen szolgált a Koreai háborúban, többségük az 1950-es évek végén fejezte be az aktív szolgálatot. Utolsónak a Sheffieldet bontották el. Egy hajó maradt meg az osztályból, a Belfast, ami 1971 óta a Temzén múzeumhajóként funkcionál.

## A hajók
| Név                   | Azonosító             | Építő                                                   | Építés kezdete        | Vízrebocsátás         | Szolgálatba állás     | Végzet                                           |
| Southampton alosztály | Southampton alosztály | Southampton alosztály                                   | Southampton alosztály | Southampton alosztály | Southampton alosztály | Southampton alosztály                            |
| --------------------- | --------------------- | ------------------------------------------------------- | --------------------- | --------------------- | --------------------- | ------------------------------------------------ |
| Newcastle             | C76                   | Vickers-Armstrongs                                      | 1934. október 4.      | 1936. január 23.      | 1937. március 5.      | Bontásra eladva, 1959. augusztus                 |
| Southampton           | C83                   | John Brown & Company, Clydebank, Glasgow                | 1934. november 21.    | 1936. március 10.     | 1937. március 6.      | Elsüllyedt Máltánál, 1941. január 11.            |
| Sheffield             | C24                   | Vickers-Armstrongs                                      | 1935. január 31.      | 1936. július 23.      | 1937. augusztus 25.   | Szétbontották Faslane-ben, 1967                  |
| Glasgow               | C21                   | Scotts Shipbuilding and Engineering Company, Greenock   | 1935. április 16.     | 1936. június 20.      | 1937. szeptember 9.   | Bontásra eladva, 1958 július                     |
| Birmingham            | C19                   | HMNB Devonport, Plymouth                                | 1935. július 18.      | 1936. szeptember 1.   | 1937. november 18.    | Szétbontották 1960-ban                           |
| Gloucester alosztály  |                       |                                                         |                       |                       |                       |                                                  |
| Liverpool             | C11                   | Fairfield Shipbuilding and Engineering Company, Glasgow | 1936. február 17.     | 1937. március 24.     | 1938. november 2.     | Bontásra eladva, 1958. július                    |
| Manchester            | C15                   | Hawthorn Leslie, Hebburn                                | 1936. március 28.     | 1937. április 12.     | 1938. augusztus 4.    | Elsüllyedt 1942. augusztus 13-án Tunéziánál      |
| Gloucester            | C62                   | HMNB Devonport, Plymouth                                | 1936. szeptember 22.  | 1937. október 19.     | 1939. január 31.      | Elsüllyedt 1941. május 22-én Krétánál            |
| Edinburgh alosztály   |                       |                                                         |                       |                       |                       |                                                  |
| Belfast               | C35                   | Harland and Wolff, Belfast                              | 1936. december 10.    | 1938. március 17.     | 1939. augusztus 5.    | Múzeumhajó 1971. október 21. óta                 |
| Edinburgh             | C16                   | Swan Hunter, Newcastle-upon-Tyne                        | 1936. december 30.    | 1938. március 31.     | 1939. július 6.       | Elsüllyedt 1942. április 30-án a Medve-szigetnél |

## Fordítás
- Ez a szócikk részben vagy egészben  a   Town_class_cruiser_(1936) című angol Wikipédia-szócikk fordításán alapul.  Az eredeti cikk szerkesztőit annak laptörténete sorolja fel. Ez a jelzés csupán a megfogalmazás eredetét és a szerzői jogokat jelzi, nem szolgál a cikkben szereplő információk forrásmegjelöléseként.

## Külső hivatkozások
- Southampton-osztály
- Az Edinburgh elsüllyesztése